# L'Adoration des mages (Botticelli, Londres)
Pour les articles homonymes, voir L'Adoration des mages (homonymie).
Ne doit pas être confondu avec L'Adoration des mages (Botticelli et Lippi).
L'Adoration des mages est un tableau réalisé vers 1470-1475 par le peintre florentin Sandro Botticelli. Un tondo de 130,8 centimètres de diamètre, cette tempera sur bois représente l'Adoration des mages au milieu de ruines. Elle est conservée à la National Gallery, à Londres, au Royaume-Uni.